# Буле-Хора
Буле-Хора — город в зоне Западное Гуджи региона Оромия, Эфиопия.

## История
Город был оккупирован итальянцами 22 июля 1936 года, и переименован ими в «Альге». В последующие десятилетия город оказался в изоляции: группа шведских миссионеров, отправившихся к бурджи в марте 1950 года, привезла в город первые моторизованные автомобили. Норвежская евангелическая миссия была создана в Хагере-Мариаме 15 августа того же года с целью достичь Гуджи. Миссионерская станция в Хагере-Мариаме просуществовала до 1980-х годов.

## Демография
По данным национальной переписи 2007 года, общая численность населения города Буле-Хора составляла 27 820 человек. По данным Центрального статистического агентства за 2005 год, общая численность населения города составляла 22 784 человека. По данным национальной переписи 1994 года, в этом городе проживало 12 718 человек.